# Градоначальництво
Градоначальництво  (рос. градоначальство) — особлива адміністративно-територіальна одиниця Російської імперії.

## Заснування
Градоначальництво засновувалось окремими законодавчими актами в містах, що мали важливе політичне значення — портових, прикордонних і військово-стратегічних, а також для боротьби з антиурядовими виступами. Крім міста, могла охоплювати й прилеглі населені пункти. Виділялась із губернського управління та підпорядковувалася безпосередньо місцевим генерал-губернаторам (див. Генерал-губернаторство) і МВС.
Після Лютневої революції 1917 інститут градоначальництва ліквідовано із заміною градоначальників комісарами Тимчасового уряду.

## Градоначальник
Посада градоначальника прирівнювалася до посади губернатора. Градоначальник призначався особисто імператором за поданням міністра внутрішніх справ. Градоначальники поєднували виконання обов'язків командирів портів, начальників місцевих гарнізонів, комендантів міст. До кола їх повноважень входило: очолювати поліцію, здійснювати нагляд за торгівлею та судноплавством, поштою, дотриманням карантинів, за роботою митниць, станом фортець, портів, державних будов, а також за діяльністю консулів іноземних держав, органів міського самоврядування. Градоначальник головував в присутствії міських справ, в особливому і статистичному комітетах. До міської реформи 1870 завідував міським управлінням благоустрою. 1876 отримав право видавати обов'язкові для виконання постанови, що мали силу закону, а 1881 — право адміністративного заслання неблагонадійних осіб.

## Апарат
Апарат градоначальника складали чиновники з особливих доручень, міський архітектор, лікар та канцелярія, яка мала лікарсько-поліцейське управління, ветеринарну й технічну частини, адресний стіл, загальний поліцейський архів, редакції місцевих «Ведомостей» та столи: розпорядчий, господарський, паспортний, таємний.
- За розпорядчим столом закріплювалися: оприлюднення законів і розпоряджень, нагляд за пресою, іноземними консулами; надання дозволу на відкриття книгарень, бібліотек, театрів, видача посвідчень про політичну благонадійність, майновий стан, нагляд за чиновним складом установ.
- Господарський стіл відав міським господарством, будівництвом, підприємствами, контролював фабричних інспекторів, сплату податків та недоїмок.
- Паспортний — видавав закордонні й російські паспорти, надавав російське підданство.
- Таємний стіл займався листуванням із поліцією, жандармерією, контррозвідувальними органами.

## Градоначальництва в Україні
В українських губерніях градоначальництва засновувалися згідно з указом Сенату від 8 жовтня 1802. Мета виокремленого врядування полягала в сприянні розвиткові зовнішньої торгівлі, відповідної інфраструктури портових міст та обумовлювалася поліетнічною й конфесійною специфікою місцевого населення. Існували такі градоначальництва:
- Одеське (1803–1838, 1856–1917),
- Таганрізьке (1802–1887),
- Феодосійське (1804–1829),
- Керч-Єнікальське (1821–1917),
- Ізмаїльське (1830–1835),
- Севастопольське (1873–1917),
- Миколаївське (1900–1917),
- Ялтинське (1914–1917).

1902 була спроба заснувати градоначальництво в Києві. Одеське градоначальництво діяло в межах міста. Керч-Єнікальське градоначальництво обіймало також навколишню територію по берегах Чорного й Азовського морів від мису Елькен-Кале до Обитічної коси включно. До Таганрозького градоначальництва, крім міст Таганрог (нині місто в Російській Федерації) і Нахічевань-на-Дону (нині в складі міста Ростов-на-Дону, Російська Федерація), увійшов Маріуполь. Севастопольське градоначальництво було утворене з міста Севастополь і частини південно-західного узбережжя Кримського півострова. Всюди, крім Одеси, градоначальники призначалися з адміралів.
Окрім вищеперелічених, градоначальництва на початку 20 століття в Російській імперії існували також в Москві, Санкт-Петербурзі, Баку.